# أبيجيل أشلي
أبيجيل أشلي (بالإنجليزية: Abigail Ashley)‏ هي مقدمة برامج إذاعية ومقدمة تلفزيونية غانية، ولدت في 7 يوليو 1979 في برامبرام (غانا) في غانا.